# Gabonviken
Gabonviken är ett estuarium i Gabon, som är den gemensamma mynningsviken för floderna Komo, Remboué och Bilagone. Den ligger i provinsen Estuaire, i den nordvästra delen av landet. Huvudstaden Libreville ligger vid vikens mynning.